# Ruta 1 (Bolivien)
Die Ruta 1 ist eine Nationalstraße im südamerikanischen Andenstaat Bolivien.

## Streckenführung
Die Straße hat eine Länge von 1.215 km und durchquert den bolivianischen Altiplano von Norden nach Süden, von der peruanischen Grenze am Südrand des Titicacasees bis zur argentinischen Grenze im Südaltiplano. Die Straße durchquert die Departamentos La Paz, Oruro, Potosí, Chuquisaca und Tarija. Sie beginnt im Norden bei der Stadt Desaguadero und endet im Süden in der Stadt Bermejo, von wo aus sie auf argentinischer Seite weitere 69 km als Ruta Nacional 50 über Aguas Blancas nach Pichanal fortgeführt wird.
Die Ruta 1 ist komplett asphaltiert.

## Geschichte
Die Straße ist mit Dekret 25.134 vom 31. August 1998 zum Bestandteil des bolivianischen Nationalstraßennetzes "Red Vial Fundamental" erklärt worden.

## Streckenabschnitte

### Departamento La Paz
- km 000: Desaguadero
- km 024: Guaqui
- km 095: El Alto
- km 193: Patacamaya

### Departamento Oruro
- km 214: Sica Sica
- km 220: Lahuachaca
- km 259: Panduro
- km 283: Caracollo
- km 324: Oruro
- km 354: Machacamarca
- km 377: Poopó
- km 404: Pazña
- km 440: Challapata
- km 532: Cruce Culta

### Departamento Potosí
- km 554: Challa Mayu
- km 643: Potosí
- km 680: Cuchu Ingenio

### Departamento Chuquisaca
- km 826: Camargo

### Departamento Tarija
- km 993: Santa Bárbara
- km 1.005: Tarija
- km 1.215: Bermejo